# Accidente ferroviario de Palermo de 2024
El accidente ferroviario de Palermo de 2024 fue un siniestro que tuvo lugar en el barrio de Palermo, Buenos Aires, Argentina, el 10 de mayo de 2024.
Se produjo en la línea San Martín, cuando un tren de pasajeros embistió por detrás a un tren interno sin pasajeros, registrando más de 90 heridos.

## Hechos

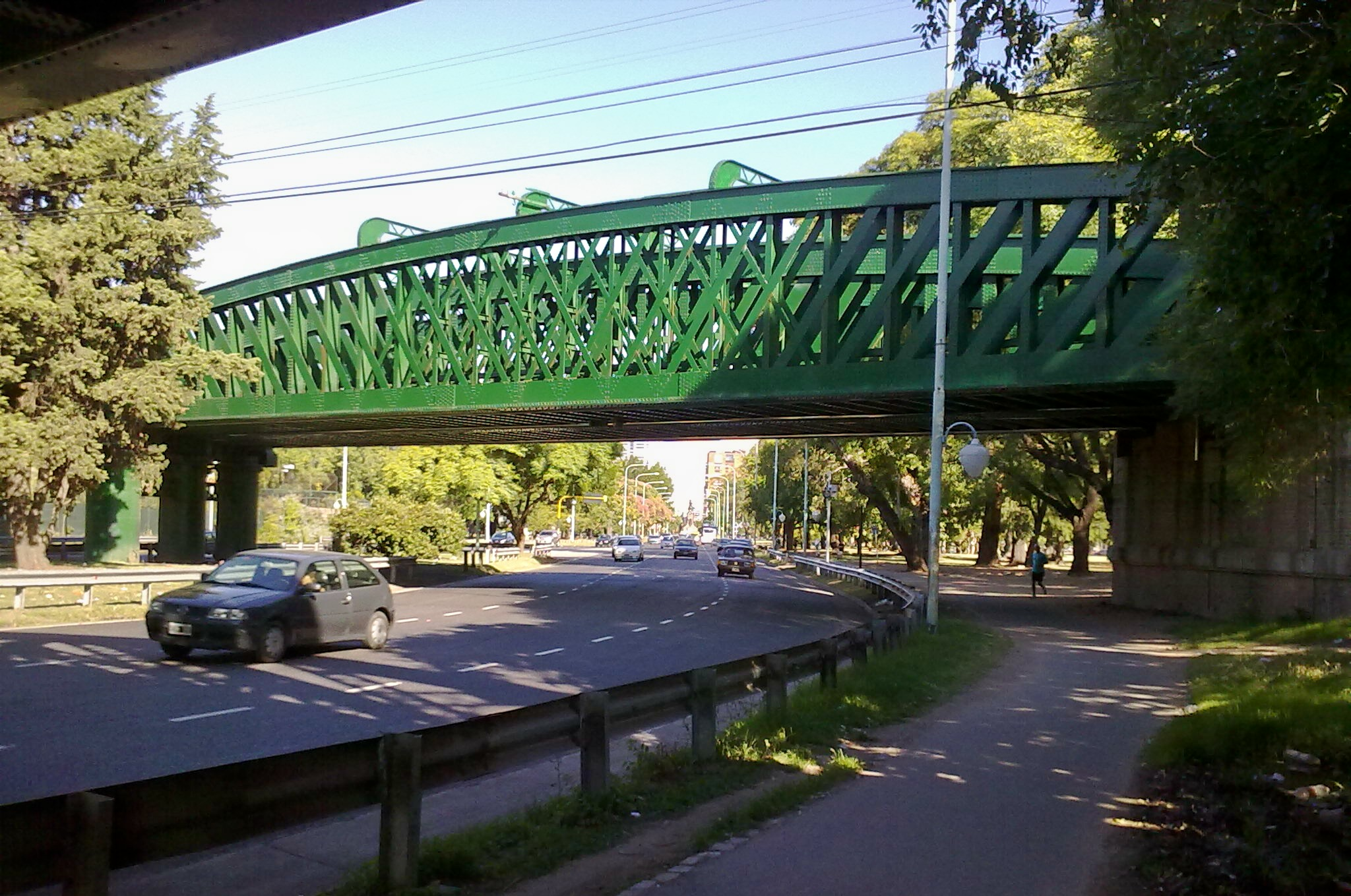
Puente sobre la avenida Figueroa Alcorta donde quedaron detenidos los vehículos tras el impacto.

El 10 de mayo de 2024, un tren vacío (número 3021) partió desde la estación Retiro con destino a la estación Caseros. Cerca de las 10:28, el tren vacío se detuvo a escasos metros de iniciar el cruce del puente ferroviario de la avenida Figueroa Alcorta, en una zona con curva.

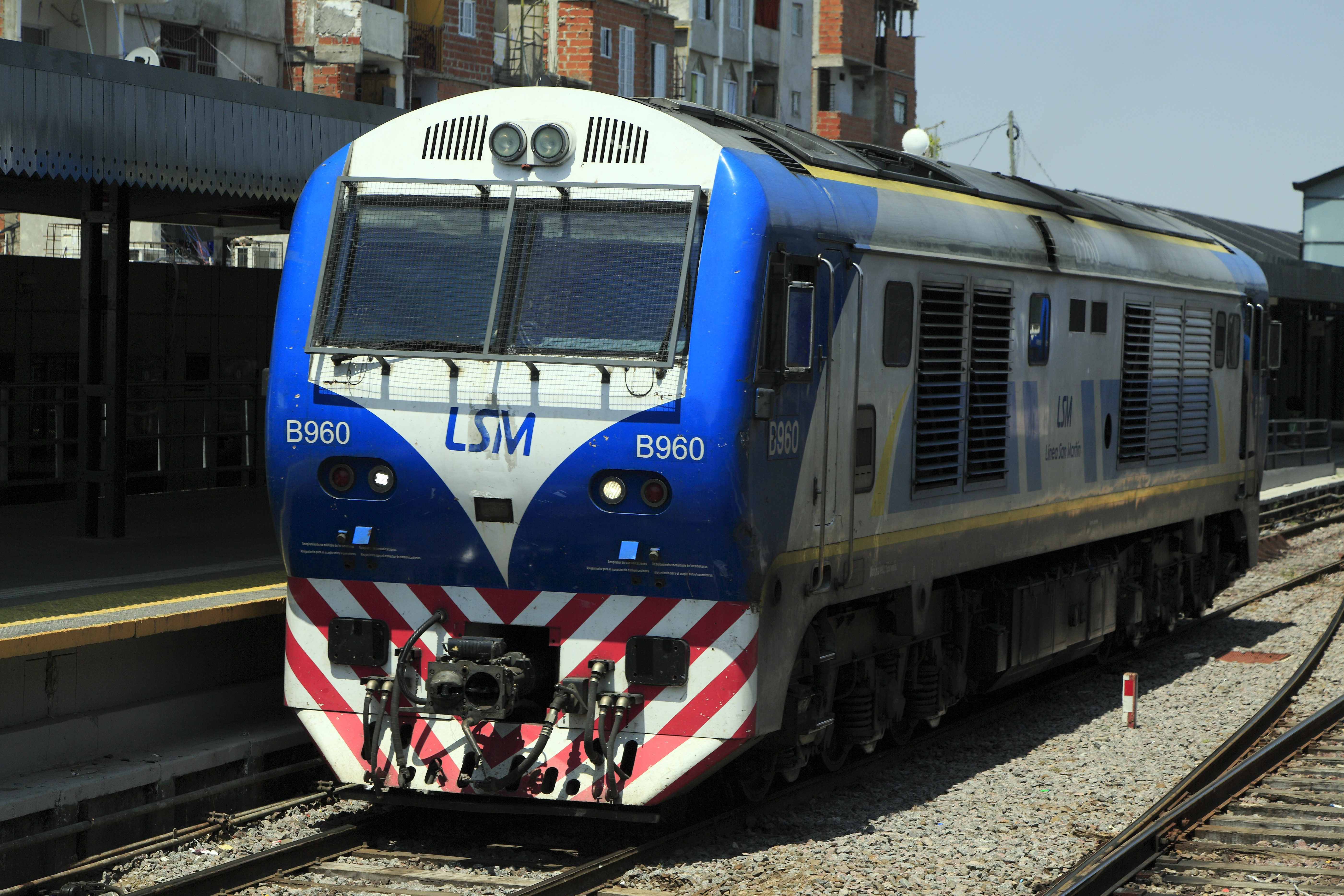
Locomotora CSR SDD7, similar a la del tren de pasajeros que chocó al tren vacío detenido.

Aproximadamente a las 10:30, un tren de pasajeros (número 3353), compuesto por la locomotora B951 y siete coches, que había partido de Retiro y circulaba por la misma vía, alcanzó al tren vacío justo antes de ingresar al puente ferroviario. El impacto provocó el desprendimiento del segundo bogie del coche del tren vacío, que quedó debajo de la locomotora del tren de pasajeros. Ambos trenes quedaron detenidos sobre el puente, a excepción de la locomotora del tren vacío que se detuvo a algunos metros de distancia.
Se estima que el accidente habría causado lesiones a 90 personas. Además, el impacto generó daños graves en el material rodante, en la superestructura de vía y en la obra de arte afectada.

## Investigación preliminar
Según la Junta de Seguridad en el Transporte (JST), no funcionaban las señales automáticas debido a actos de vandalismo que afectaron el cableado electrónico en el tramo que conecta el Cabín Ocampo y la estación Palermo.
Por esa razón, en ese tramo de la vía férrea se encontraba operativo el sistema de bloqueo absoluto. El bloqueo absoluto en una sección de la vía significa que solo un tren puede circular por ese tramo a la vez, en cualquiera de los dos sentidos. Por lo tanto, entre el Cabín Ocampo y la estación Palermo, con el sistema de bloqueo absoluto activo, no debía ocurrir que dos trenes se encontraran al mismo tiempo en el mismo sector.
Según el procedimiento establecido por reglamento, todo tren proveniente de Retiro debía detenerse en el Cabín Ocampo. Allí, el personal del puesto de señales debía solicitar la vía libre a la estación Palermo. Esta autorización solo se concede si la vía está despejada. La comunicación y la confirmación de la vía libre se realizan únicamente por radio. Con la vía libre concedida desde Palermo, el Cabín Ocampo debía emitir una Orden Especial de Vía con Precaución (OEP) al personal de conducción, que debía firmar esta orden para demostrar su conformidad. Realizado esto, se habilitaba a la formación a seguir su ruta.
El día del accidente, el tren vacío paró en el Cabín Ocampo, donde recibió la OEP y la confirmación para continuar su marcha. Sin embargo, metros antes de llegar al puente ferroviario, el tren experimentó una serie de detenciones ordenadas por la computadora de a bordo por razones que aún están siendo investigadas. Siete minutos después de la partida del tren vacío desde el Cabín Ocampo, este puesto emitió una nueva OEP al tren de pasajeros. El tren de pasajeros continuó su marcha y colisionó con el tren vacío.
La investigación de la JST aún se encuentra analizando las causas por las cuales ambos trenes circularon al mismo tiempo en un tramo con bloqueo absoluto.

## Consecuencias
El servicio de la línea San Martín volvió a conectar la estación Retiro dos meses después del accidente, debido a obras para reparar el puente donde ocurrió el hecho.

## Reacciones
Horas después del accidente, la JST divulgó que se encontraba analizando las similitudes entre esta colisión y una ocurrida el 13 de noviembre de 2021 entre dos trenes en el mismo tramo de la línea San Martín.
El secretario general de La Fraternidad, Omar Maturano, denunció que se sabía ya diez días antes que las señales no estaban funcionando producto del robo de cables. Algunos medios enmarcaron el accidente en un contexto de ajuste y degradación del servicio en el sistema ferroviario. Además se conoció que una semana antes, desde la presidencia de SOFSE se alertó a las autoridades a través de una comunicación que se requería «[…] gestionar la asignación de fondos necesarios […] que garanticen el normal funcionamiento de los servicios a cargo de esta Operadora Ferroviaria, resguardando los estándares mínimos de seguridad operacional».
Un mes después del accidente, el gobierno nacional decretó la «Emergencia pública en materia ferroviaria» a través del DNU 525/2024, por un plazo de dos años prorrogables. La principal disposición habilita adicionar al presupuesto nacional 350 mil millones de pesos para ser destinados al sistema ferroviario en el ejercicio 2024. El medio especializado En el Subte, advirtió acerca de la posibilidad que tiene el gobierno nacional de utilizar las facultades de la emergencia ferroviaria para avanzar con la privatización del sector.